# Panc-Săliște, Hunedoara
Panc-Săliște este un sat în comuna Dobra din județul Hunedoara, Transilvania, România.

## Vezi și
- Biserica de lemn din Panc-Săliște

## Imagini

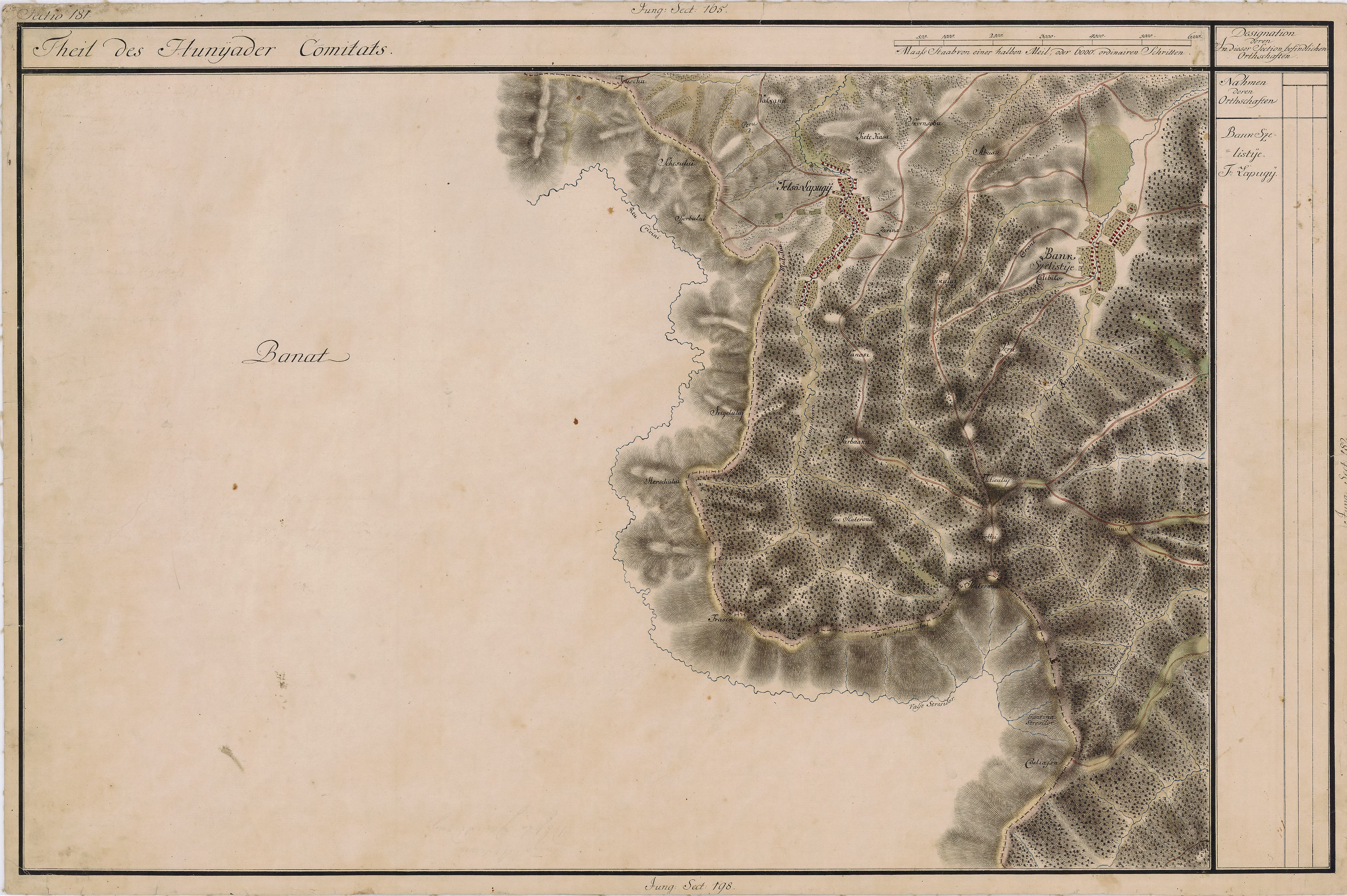
Panc-Săliște în Harta Iosefină a Transilvaniei, 1769-1773
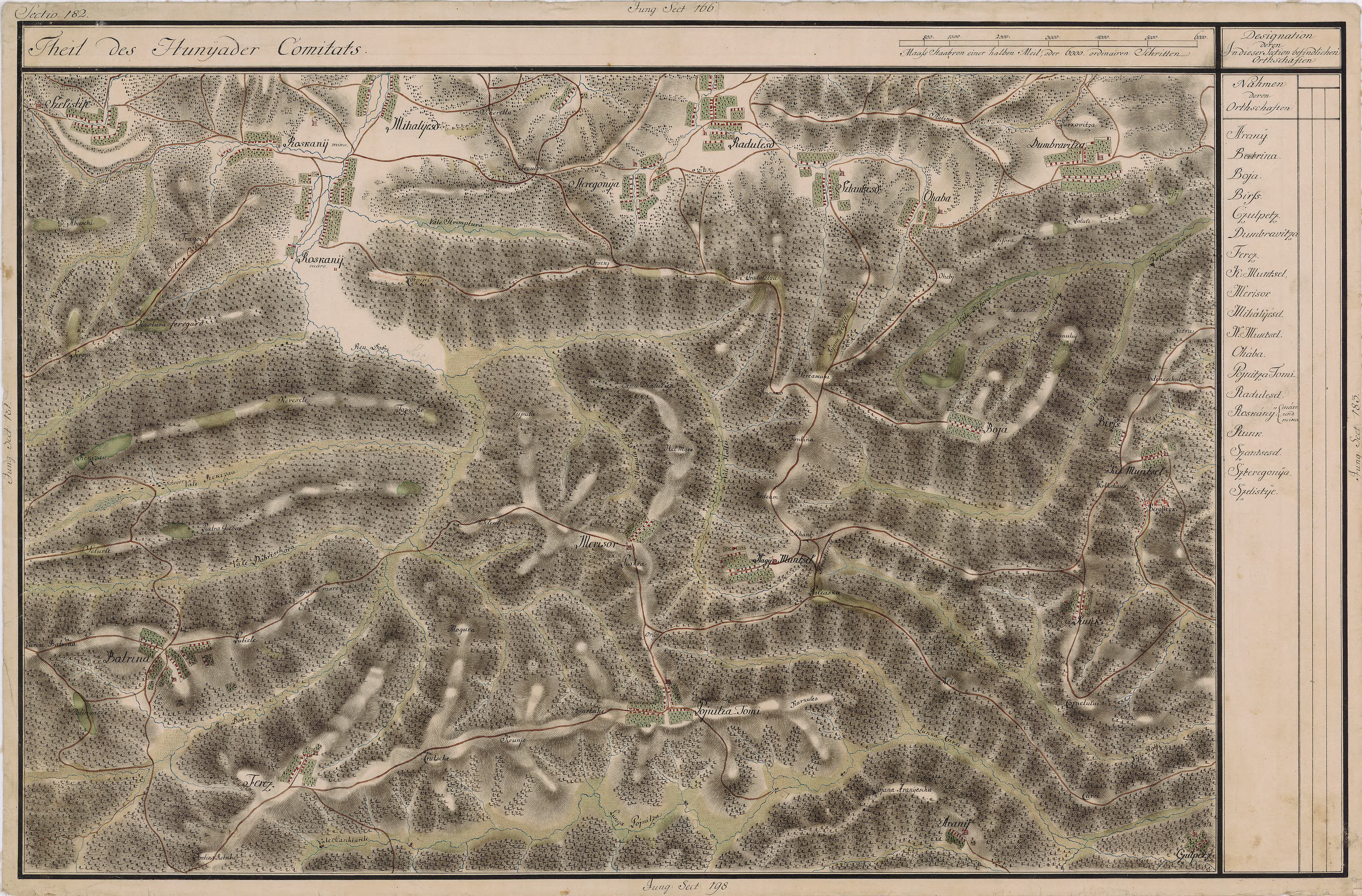
Panc-Săliște în Harta Iosefină a Transilvaniei, 1769-1773
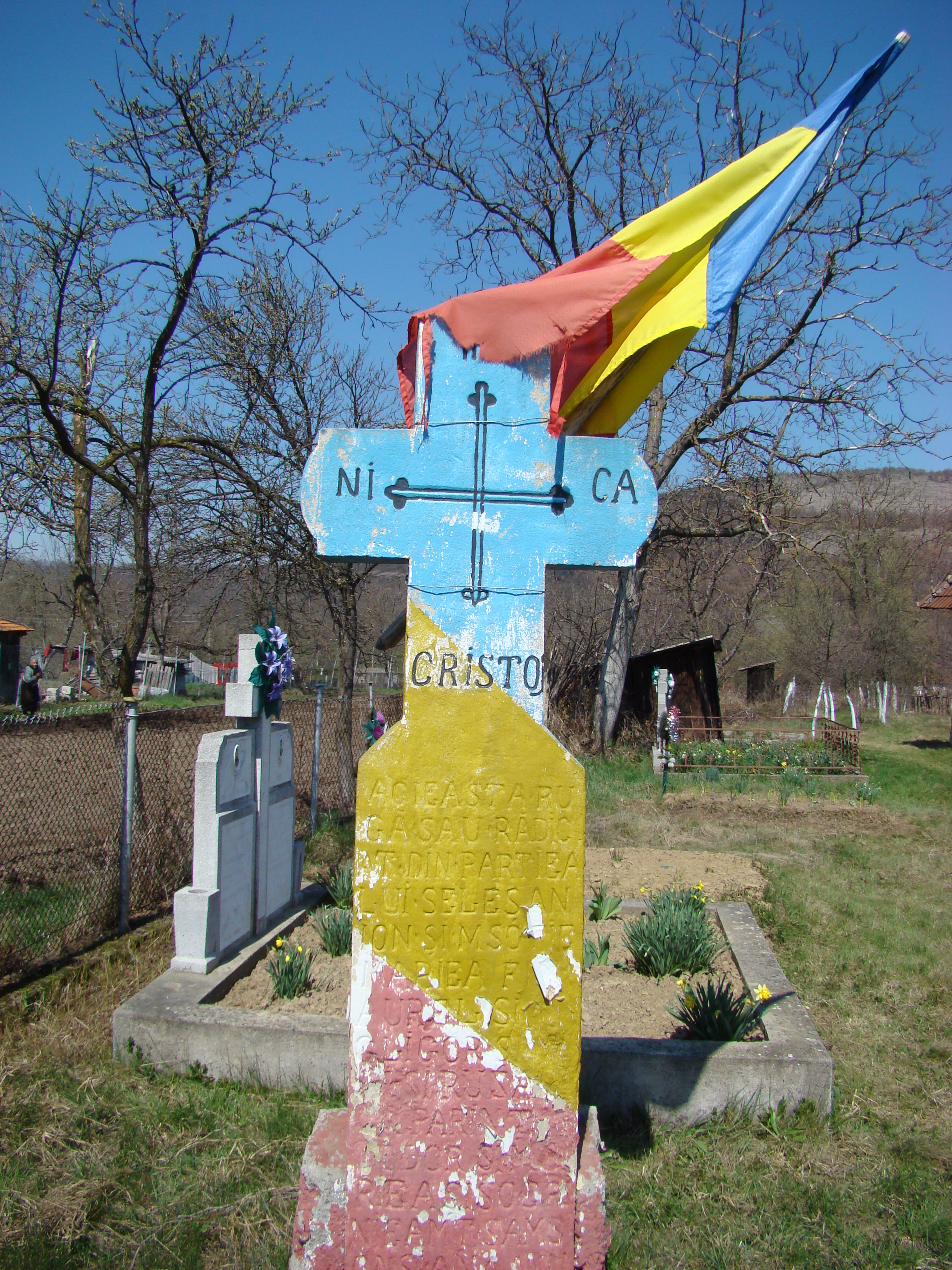
Monumentul Eroilor
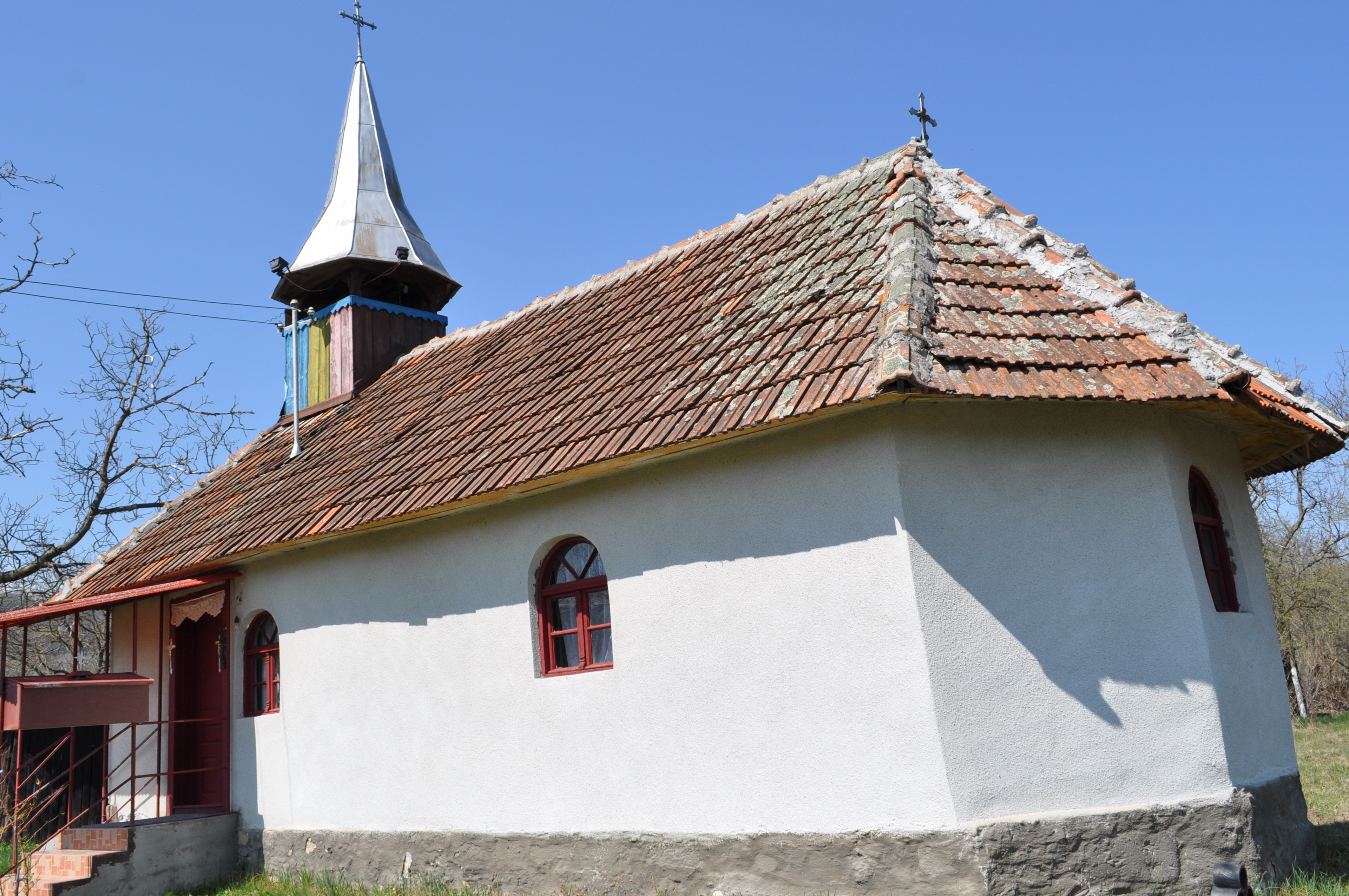
Biserica de lemn „Cuvioasa Paraschiva”